# Grewia conferta
Grewia conferta là một loài thực vật có hoa trong họ Cẩm quỳ. Loài này được Warb. ex Burret mô tả khoa học đầu tiên năm 1926.